# Димер (пристрій)

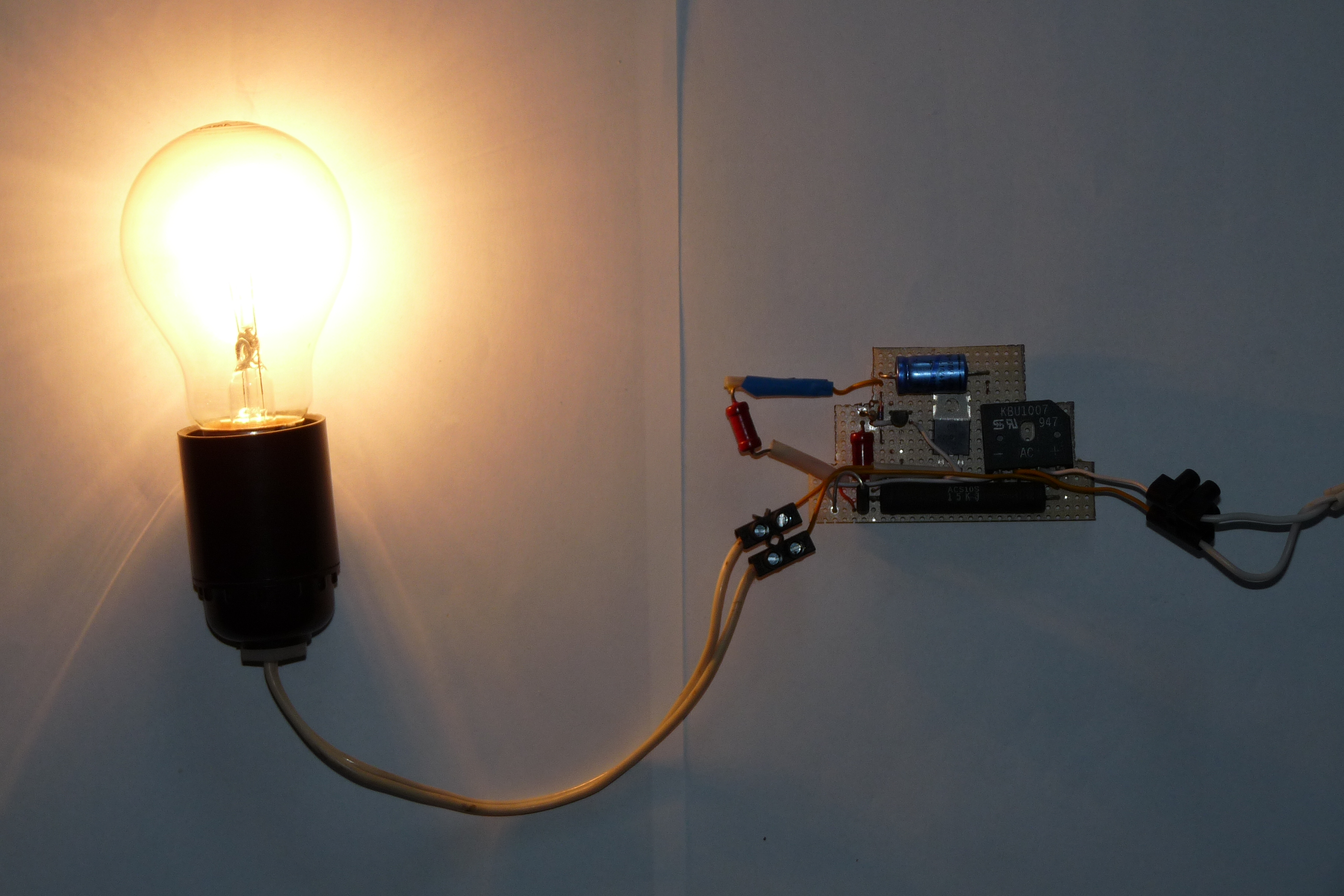
Саморобний світлорегулятор

Ди́мер (англ. dimmer — «регулятор освітленості», світлорегулятор) — пристрій, що дозволяє плавно або східчасто регулювати потужність, напругу або струм, що подається на пристрій, зменшуючи або збільшуючи яскравість лампи, температуру нагрівання праски, електричного обігрівача, електроплити, паяльника.
У схемах димерів можуть використовуватись діоди, потенціометри, реостати, трансформатори та інші електронні компоненти.
Для регулювання яскравості люмінесцентних ламп та світлодіодних ламп з живленням 220 вольт звичайні світлорегулятори не підходять. Для них застосовуються спеціальні електронні баласти.
Димери дозволяють:
- понизити витрату електроенергії
- продовжити термін служби лампи
- точно відрегулювати яскравість джерела світла і/або температуру нагрівання
- створювати всілякі світлові ефекти
- понизити зорову стомлюваність (при плавній зміні яскравості адаптація спрощується).

Найпростіший димер для змінного струму, наприклад, побутового освітлення є комбінація діода та двоклавішного (або багатоклавішного) вимикача. Діод включається між контактами вимикача, до одного з яких підключена лампа розжарювання або інший прилад. При включенні однієї з клавіш живлення здійснюється через діод. При включенні іншої — звичайне живлення. Діод підбирається за електричними параметрами із запасом (максимальний струм та напруга).
Для світильників та настільних ламп, які вмикаються у розетку та мають вимикач, діод можна включити паралельно вимикачу. При включення в розетку освітлення здійснюється через діод. При включенні вимикача — звичайний режим роботи. Для вимкнення потрібно відключити лампу від розетки.